# فیلستان
فیلستان، روستایی از توابع بخش مرکزی شهرستان پاکدشت در استان تهران ایران است.

## جمعیت
این روستا در دهستان فیلستان قرار دارد و براساس سرشماری مرکز آمار ایران در سال ۱۳۸۵، جمعیت آن ۴٬۴۷۶ نفر (۱٬۱۲۱خانوار) بوده‌است.